# Municipio de José María Morelos
José María Morelos es uno de los 11 municipios del estado mexicano de Quintana Roo y uno de los 7 municipios con los que nació el estado de Quintana Roo en 1974, es municipio fronterizo con los Estados de Yucatán y Campeche. Es el único municipio del estado que no cuenta con una franja marítima. Su superficie es de 6739 km², tiene un total de 64 comunidades y las principales actividades económicas son las agropecuarias, tales como la agricultura, la apicultura, la silvicultura y la ganadería.

## Historia
El territorio que ocupa el actual municipio de José María Morelos, estuvo habitado desde antes de la llegada de los españoles por los mayas de la región. Cuando los conquistadores españoles llegaron a la península de Yucatán al mando del adelantado Francisco de Montejo en 1527, el territorio que actualmente corresponde al estado de Quintana Roo estaba ocupado por los cacicazgos de Ekab, Cochuah, Uaymil y Chactemal, que surgieron al desintegrarse la liga o confederación de Mayapán en el año de 1194. El territorio municipal está emplazado en lo que se denominó el cacicazgo de Cochuah a la llegada de los conquistadores de Yucatán a principios del siglo XVI. Entre las localidades más importantes de Cochuah, se encontraban Huay Max y Sacalaca, que le pertenecen al municipio de José María Morelos.
En el año de 1544, Gaspar Pacheco logró ser nombrado encomendero por el adelantado Francisco de Montejo. Durante este periodo la población se dedicaba a la producción agrícola, que en muchos casos fracasaba debido al medio natural. La explotación de los indígenas prosiguió en la época independiente, llevando al levantamiento armado conocido como “Guerra de Castas”, en 1847. Tras una serie de éxitos, los mayas fueron replegados por las tropas gubernamentales a la zona central de Quintana Roo, lo que hoy es Felipe Carrillo Puerto y José María Morelos. Donde establecieron una economía que les permitió comprar armas a los ingleses para seguir su lucha. En 1893, se resuelven los problemas limítrofes entre México y Belice y los mayas pierden el apoyo de los ingleses; siendo derrotados en 1901 por fuerzas federales del general Ignacio Bravo.
Al inicio del siglo XX perduró una economía agrícola y forestal basada en la producción de chicle, artículo demandado en el mercado estadounidense. La producción se encontraba en la zona conocida como Santa Cruz.
En 1974 tras la creación del Estado Libre y Soberano de Quintana Roo, fue erigido el municipio de José María Morelos; Dziuché debido a su actividad económica, comercial y turística fue en un principio la localidad contemplada para ser cabecera municipal, sin embargo con el fin de equilibrar la economía del municipio naciente fue Kilómetro Cincuenta la localidad designada como cabecera convirtiéndose en la ciudad de José María Morelos y Dziuché pasó a ser así la segunda población más importante del municipio.

### Escudo
Los tres triángulos de color verde que están en la parte inferior del escudo identifican el campo como la base de la economía, la riqueza de flora y fauna en sus selvas y ejemplifican la riqueza forestal quintanarroense.
La flor es el Glifo Maya del Sol, que indica el origen de la población maya del municipio y también representa las actividades económicas agropecuarias del municipio.
Los cinco granos significan la abundante producción de sus campos de cultivo. Este municipio es considerado y opera como "El Granero del Estado" debido a que se ha caracterizado a lo largo de su rica historia de ser el principal productor de gran parte de los productos del campo que demandan y consumen los pobladores del Estado y del resto de la Península de Yucatán.

### Toponimia
El nombre del municipio se da en honor a José María Morelos, héroe de la Independencia de México.

## Geografía
José María Morelos se encuentra hacia el interior del estado de Quintana Roo, en la región centro-occidente, por lo cual es el único de los 11 municipios quintanarroenses que no tiene costas, Su superficie total es de 6739 km², limita al este con el municipio de Felipe Carrillo Puerto y al sur con el municipio de Bacalar en el mismo estado de Quintana Roo; el oeste con los municipios de Calakmul y Hopelchén en el estado de Campeche; y al noroeste con los de Tekax, Tzucacab y Peto en el de Yucatán.

### Orografía e hidrografía
Como la gran mayoría del territorio de la Península de Yucatán el territorio del municipio es prácticamente plano, con un declive de oeste a este, sin embargo, existen dos pequeñas serranías que surcan el municipio, teniendo alturas máximas de 100 y 50 metros.
La hidrografía está representada únicamente por dos lagunas, la Laguna Chichankanab y la Laguna Esmeralda, así como cenotes y aguadas, que son afloramientos superficiales de ríos subterráneos y que tuvieron una gran importancia para la cultura maya; a lo largo de su territorio, las corrientes superficiales no existen.
El tipo de suelo predominante y determinado en la clasificación maya es de 5 tipos; teniendo en primer término el Kankab 50 %, Akalché 20 %, Yax’hom negro 10 %, Yax’hom gris 10 % y Tsekel 10 %. El Kankab y el Yax’hom son suelos con gran cantidad de arcilla que los constituye, son profundos y se consideran los mejores de todo el estado, desde el punto de vista agrícola y allí se han establecido la mejor infraestructura de la actividad.

### Clima y ecosistemas
El clima que se presenta es cálido-subhúmedo, con lluvias en verano, teniéndose una precipitación pluvial promedio anual de 1268 mm, caracterizándose por sus elevadas temperaturas y humedad durante gran parte del año, la temperatura media anual que se registra en la zona interior del municipio es inferior a los 26 °C.
La vegetación que predomina es el bosque tropical perinnofolio y en algunos lugares también existe bosque tropical subcaducilófilo, la fauna principal está representada por especies como el venado, jabalí, pavo, el faisán, el mono araña, tucán, hocofaisán, venado cola blanca, iguana y cocodrilo, entre otras.

## Demografía
La actual población de José María Morelos tuvo su origen a mediados del siglo XX, se inició como un campamento que se dedicaba a la explotación del chicle y las maderas preciosas de la selva que lo rodean, la mayoría de sus pobladores iniciales eran emigrantes de otros estados del país, llegado a Quintana Roo por la promoción que daba el gobierno a la colonización y desarrollo económico del territorio.
Según el censo de población y vivienda realizado en 2010 por el Instituto Nacional de Estadística y Geografía en 2005, el municipio de José María Morelos tiene un total de 36 179 habitantes, de los cuales 18 506 son hombres y 17 673 son mujeres.

### Localidades

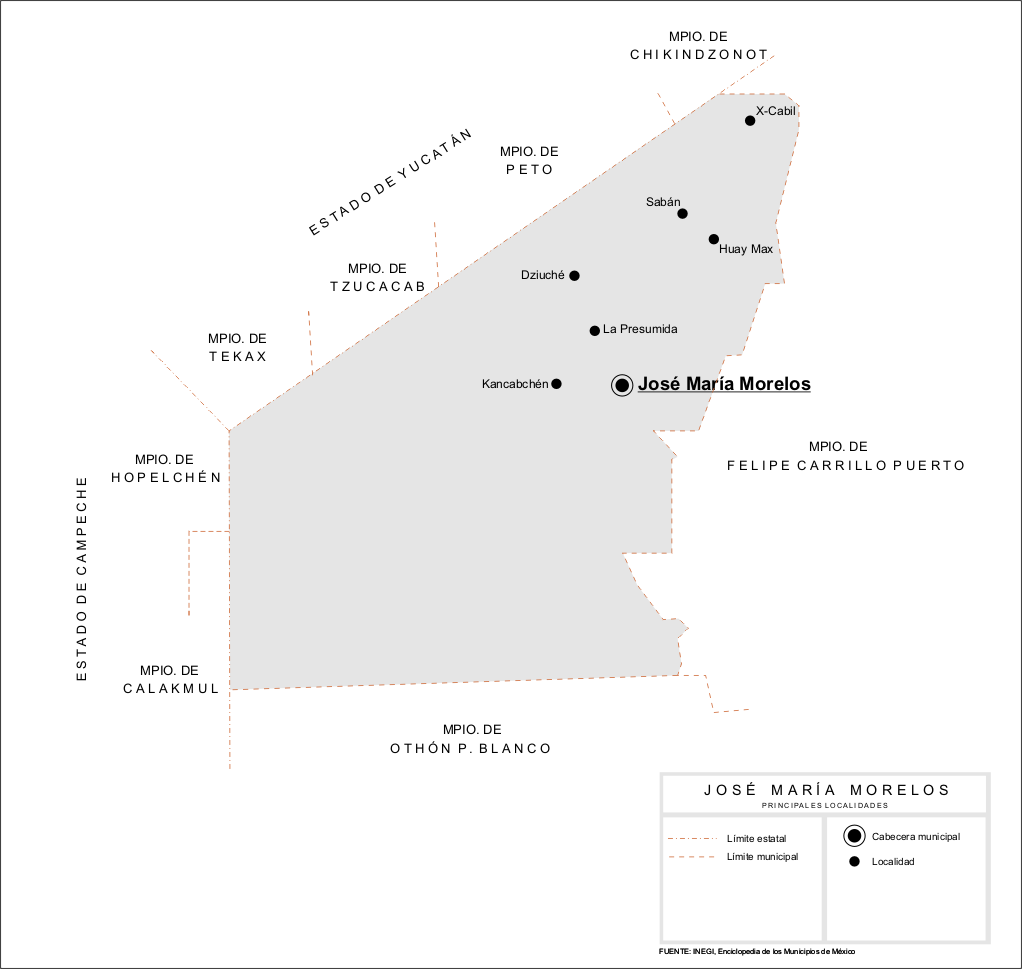
Principales localidades de José María Morelos

En el territorio del municipio hay un total de 64 localidades, la población de las principales es la siguiente:
| Localidad          | Población |
| Total Municipio    | 39 165    |
| José María Morelos | 13,332    |
| Dziuché            | 2909      |
| Sabán              | 2380      |
| Huay Max           | 1481      |
| La Presumida       | 1313      |
| X-Cabil            | 1208      |
| Kancabchén         | 1058      |
| Sacalaca           | 1038      |
| Santa Gertrudis    | 940       |
| San Felipe Primero | 800       |
| Puerto Arturo      | 716       |
| San Diego          | 682       |
| Othón P. Blanco    | 602       |

## Servicios e infraestructura
El municipio cuenta con varias áreas de esparcimiento tales como diversos parques en la cabecera municipal y en Dziuché y un teatro de la ciudad ubicado en la cabecera municipal

### Salud
En la cabecera municipal se ubica un Hospital General, clínicas particulares, laboratorios para el análisis de muestras, entre otros. En Dziuché se encuentra un médico "tradicional", este médico naturista tiene mucha popularidad, siendo visitado por personas famosas y célebres como políticos y artistas de renombre a nivel nacional a quienes ha atendido. La demarcación tiene también un hospital con médicos trabajando las 24 horas así como también médicos con hospitales y clínicas particulares.

### Educación
En el sector educativo, se cuenta con Jardines de niños en turnos matutinos y vespertinos, escuelas primarias de tiempo completo, matutinos y vespertinos en todas las comunidades. Una escuela secundaria general de turno matutino y vespertino en la cabecera municipal, Una escuela secundaria técnica de turno matutino en Dziuché, y Tele-Secundarias de turno matutino en el resto de las comunidades; También cuenta con tres Colegios de Bachilleres que son: Plantel José María Morelos en la cabecera municipal, Plantel Saban y Plantel Candelaria. También un Centro de Bachillerato Tecnológico Agropecuario (CBTA) en Dziuché y una institución de educación superior que es la Universidad Intercultural Maya de Quintana Roo ubicada en el poblado de la Presumida, José María Morelos. Además de instituciones privadas de educación particular (Enseñanza de idiomas, tutorías, entre otros).

### Cultura
Parte de la población aún conservan las costumbres y tradiciones de la cultura étnica local (maya), así como la comunicación en lengua maya entre algunos de los adultos como parte del acervo cultural de la comunidad.
Además de lo anterior cada año el Ayuntamiento en coordinación y apoyo con el Gobierno del Estado lleva a cabo la feria del municipio con gran fama y prestigio a nivel peninsular en el mes de marzo, La tradicional feria de la primavera EXPOMOR, que se lleva a cabo en las instalaciones especiales destinadas y acondicionadas para esta feria en la cabecera municipal, entre las actividades están la clásica vaquería el primer día, corridas de toros y torneos de lazo, carreras de caballos, peleas de gallos, juegos mecánicos de diversiones, bailes populares, puestos de comida y de diversas atracciones, exposiciones artesanales, agrícolas y ganaderas y concursos de calificación en estas distintas exposiciones entre otras.

### Desarrollo urbano, comunicaciones y transportes
Desarrollo urbano
Cuenta con servicios de hoteles, televisión de paga, hospitales, restaurantes, taxis, tricitaxis, cobertura de telefonía celular, teléfonos públicos e Internet de banda ancha y con gasolineras Pemex en José María Morelos y Dziuché.
Comunicaciones
Tiene comunicación como teléfonos locales de la línea Telmex, cobertura de telefonía celular de la línea Telcel y Movistar, e Internet Prodigy Infinitum, también se encuentra sobre la Carretera Federal 184 que conduce a las ciudades de Cancún, Chetumal y Mérida, Además de la carretera federal, el municipio cuenta con una importante extensión de carreteras y caminos estatales y también gran número de caminos que comunican al interior del territorio del municipio desde vías primarias que comunican con diversas comunidades del municipio.
Transportes
Como medio de transporte el municipio cuenta con 2 Sindicatos de Choferes de Vehículos de Alquiler y Carga pertenecientes al Frente Único de Trabajadores del Volante comúnmente llamado "sindicato de taxistas" cuyas sedes están en la cabecera municipal y en Dziuché, gremios de tricitaxis locales, así como con servicio.

### Deporte
El municipio cuenta con espacios deportivos en los cuales se pueden practicar los principales deportes como lo son: canchas de fútbol rápido, canchas de basquetbol, canchas de voleibol, domos deportivos donde aparte de todos estos deportes también se practican luchas asociadas con instructores cubanos, campos de fútbol soccer con pista de atletismo, campos de béisbol y softbol, existen ligas y torneos locales y municipales femeniles y varoniles en todos los deportes y también equipos locales tanto femeniles como varoniles que participan en ligas y torneos municipales, estatales y peninsulares.

## Actividades económicas
Las principales actividades económicas son las actividades agropecuarias, el comercio y el turismo.

### Producción agrícola
El municipio tiene el sobrenombre de "El Granero del Estado" debido a que aquí se practican actividades agropecuarias como la agricultura, la apicultura, la silvicultura y la ganadería, es centro de producción y de acopio de miel y así como promotor de limón el cual se está sembrando en un poco más de 15 hectáreas dentro del ejido de Dziuché ya que es el ejido más grande del municipio y el tercero más grande del estado de Quintana Roo, cuenta con invernaderos y sistemas mecanizados de riego y es el principal abastecedor de todos estos productos a todo el Estado de Quintana Roo y a muchos rincones de la península de Yucatán.

### Comercio
En el municipio se cuenta con tiendas de diversos conceptos, pero el comercio se centra las tiendas de Importaciones de Dziuché, donde se pueden encontrar muchos artículos a bajos precios, que en la época de la fayuca antes del tratado de libre comercio, era visitado por grandes y reconocidos artistas y políticos de envergadura nacional.

### Turismo

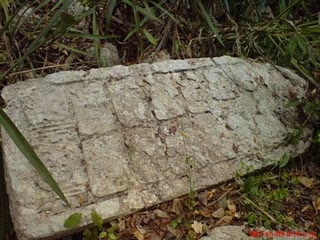
Vestigios mayas en Dziuché

El turismo del municipio se centra en Dziuché, que es el principal impulsór turístico y económico del municipio de José María Morelos ya que es un punto de partida para la Ruta de las Iglesias y en Dziuché se concentra el proyecto turístico de la laguna Chichankanab, que es principal atractivo turístico del municipio de José María Morelos ya que por su ubicación geográfica es el único municipio de los 10 municipios del Estado de Quintana Roo que no tiene costas, también se cuenta con la Cueva de las Serpientes Colgantes de Kantemó, el Cenote Sagrado de Sacalaca, las Ruinas de Santa Isabel en Dziuché y las Ruinas de Yoko'ob en Sabán, así como con un parador turístico en la cabecera municipal donde se pueden encontrar artesanías del municipio en venta a bajos precios.
Esta localidad ya tiene próximos proyectos, la ampliación de la carretera Dziuché-Tihosuco con motivo de la ruta de las iglesias; la creación de un criadero de venados, así como la extensión del primer proyecto del balneario Chichankanab (la avenida al balneario y la creación de tours en el cual se prevé instalar palapas en la otra orilla, así mostrar los misterios de esta belleza natural).
Existen testimonios verdaderos de los habitantes de que existen en Dziuché túneles subterráneos secretos que conducen hasta la población maya de Tihosuco en el municipio de Felipe Carrillo Puerto que fueron construidos y utilizados durante la Guerra de Castas por los terratenientes como camino seguro para transportarse y resguardo para sus riquezas. A 1 km de la población se encuentran vestigios mayas, monolitos y un sinfín de estructuras, tachados como lugar de saqueos por la ausencia del INAH y autoridades de los 3 niveles de gobierno.

## Política
El gobierno municipal le corresponde al H. Ayuntamiento, este está conformado principalmente por un cuerpo colegiado denominado Cabildo, que es electo para un periodo constitucional de tres años (trienio) que comienza sus funciones el día 30 de septiembre del año de la elección y no pueden ser reelectos para el periodo inmediato pero si de manera intercalada y está integrado por el presidente municipal, el síndico municipal y nueve regidores; seis electos por mayoría relativa y tres por representación proporcional (pudiendo acceder a este puesto solo aquellos candidatos cabezas de planilla —presidente municipal, síndico municipal y primer regidor— que logren el 3 % de la votación total en cada ronda de porcentaje de votación, dando preferencia a la jerarquía de las candidaturas en caso de empates en porcentajes de distintos candidatos); su sede principal es el palacio municipal.
Desde 2016 pueden ser reelectos hasta por un periodo inmediato.

### División administrativa
Para su administración interna, el municipio se subdivide de acuerdo al número de habitantes en una cabecera municipal, 2 alcaldías, 4 delegaciones y 57 subdelegaciones.
Las dos alcaldías son:
- Dziuché
- Sabán

Las cuatro delegaciones son:
- La Presumida
- Santa Gertrudis
- Candelaria
- Gavilanes

### Representación legislativa
Para la elección de diputados locales al Congreso del Estado, y de diputados federales a la Cámara de Diputados del Congreso de la Unión, el municipio se encuentra integrado a los sig. Distritos electorales de la siguiente manera:
Local
- XIII Distrito Electoral Local de Quintana Roo con cabecera en Felipe Carrillo Puerto

Federal
- II Distrito Electoral Federal de Quintana Roo con cabecera en Chetumal.[5]

### Presidentes municipales
- (1975-1978): José Cirilo Flota Valdez
- (1978-1981): Artemio Caamal Hernández
- (1981-1984): Tomás Alfredo Flota Medina
- (1984-1987): Fermín Sosa Castilla
- (1987-1990): Sergio Miguel de la Cruz Osorno
- (1990): Eduardo José Espadas Tuyub
- (1990-1993): José Francisco Sosa Dzul
- (1993-1996): Ismael Gómez Tox
- (1996-1999): Roger Cristino Flota Medina
- (1999-2002): José Domingo Flota Castillo
- (2002-2005): Germán Aurelio Parra López
- (2005-2008): Pedro Enrique Pérez Díaz
- (2008-2011): Otto Ventura Osorio
- (2011-2013): José Domingo Flota Castillo
- (2013-2016): Juan Manuel Parra López
- (2016-2018): José Dolores Baladez Chi
- (2018-2021): Sofía Alcocer Alcocer
- (2021-2024): Erik Noé Borges Yam
- (2024-2027): Erik Noé Borges Yam

### Síndicos municipales
- (1975-1978): Gabriel Domínguez Alonzo
- (1978-1981): Anastasio Alcocer Díaz (1978-1979)-Fernando Cabrera (1979-1981)
- (1981-1984): Julio Estrada Quirarte
- (1984-1987): Gabriel González González
- (1987-1990): Luis Canul Uc
- (1990-1993): Jacinto Chi Seca
- (1993-1996): José Roberto May Salazar
- (1996-1999): Martiniano Pérez Angulo
- (1999-2002): Amelio Mukul Pinto
- (2002-2005): Cirilo Flota Medina
- (2005-2008): Miguel Ángel Borges Che
- (2008-2011): Pepe Luis Flota Hernández
- (2011-2013): Enrique de Jesús Pacab Briceño
- (2013-2016): Rodolfo Poot Pat (suple a Gener Alejandro Flota Becerra quien renuncia como síndico municipal electo para asumir el cargo de secretario general del H. Ayuntamiento)
- (2016-2018): Leysdi Soledad Flota Medina
- (2018-2021): Víctor Javier Díaz Selem
- (2021-2024): Zugeydi Serralta Vázquez
- (2024-2027): Rosilene de Rubí Carvajal Pech